# Faustina Bordoni
Faustina Hasse (född Bordoni), född 30 mars 1697 i Venedig, död 4 november 1781, var en italiensk sångerska, som ansågs som en av sitt århundrades främsta lyriska sångare.

## Biografi
Faustina Hasse föddes 1697 i Venedig. Hon var av adlig familj och fick musikutbildning av Francesco Gasparini. År 1716 debuterade hon med stor framgång, och blev snart en av Italiens mest ryktbara sångerskor. 1725 hade hon engagemang i Wien, och året därpå fick hon genom Händel engagemang i London där hon och Francesca Cuzzoni blev rivaler och råkade i slagsmål på öppen scen. 1728 gifte hon sig i Venedig med kompositören Johann Adolf Hasse. De fick bägge anställning i Dresden. Hon slutade framträda 1751 och 1763 flyttade hon med sin man till Wien. Hon avled den 4 november 1781.
Bordoni var en av 1700-talets främsta sångare.